# Adelaide
För andra betydelser, se Adelaide (olika betydelser).
Adelaide är en stad i Australien. Staden har ungefär 1,3 miljoner invånare och är huvudstad i delstaten South Australia.
Avståndet till Sydney är 140 mil. Staden grundades 1836 av nybyggare och fick sitt namn efter drottning Adelaide av Sachsen-Meiningen. Adelaide har ett varmt klimat med temperaturer upp till 44 grader på sommaren och 15 grader på vintern. Sevärdheter är bland annat den botaniska trädgården och äldre bosättningar. Ett populärt utflyktsmål från Adelaide är Kangaroo Island, Australiens tredje största ö, där det finns ett unikt djur- och fågelliv. Staden är också känd för sina många kyrkor och har fått smeknamnet The City of Churches.
Adelaide har många kända vindistrikt i sin närhet, mest kända är Barossa Valley, Adelaide Hills och Maclaren Vale. 

## Sport
Mellan 1985 och 1995 arrangerades den sista deltävlingen i Formel 1-VM i Adelaide. Till 1996 års säsong tog Melbourne över som värd för Australiens Grand Prix-tävling.

## Kommunikationer
Adelaide har förbindelser med Australiens övriga storstäder och har en internationell flygplats. Staden har även en djuphamn, Port Adelaide som är belägen 10 km nordväst om staden.

## Kända personer från Adelaide
- Judith Anderson, skådespelare
- Guy Boothby, författare
- Howard Walter Florey, nobelpristagare i fysiologi eller medicin 1945.